# 奇亞爾科柳山 (拉雷卡哈省)
15°51′30″S 68°34′55″W / 15.85833°S 68.58194°W
奇亞爾科柳山（Ch'iyar Qullu），是玻利維亞的山峰，位於該國西部拉巴斯省的拉雷卡哈省，屬於安第斯山脈中玻利維亞瑞阿爾山脈的一部分，海拔高度4,875米。